# Andrew Jackson
Andrew Jackson (15. března 1767 kolonie Waxhaws, Jižní Karolína – 8. června 1845 Nashville, Tennessee) byl americký politik a válečník, 7. prezident Spojených států amerických (1829–1837). Jeho slogan zněl: „Nechť vládne lid“, přičemž za tento lid nepovažoval indiánské a černošské obyvatelstvo.
Pro svou tvrdost, neústupnost a ochotu trpět spolu se svým mužstvem nosil přezdívku „Old Hickory“, tj. „Starý Ořechovec“, přičemž zejména ve starších českých textech se můžeme setkat s nepřesným překladem „Starý Ořešák“.

## Původ
Jeho rodiče emigrovali do USA z města Carrickfergus v Severním Irsku roku 1765. Narodil se jako nejmladší ze tří synů. Často se zaplétal do duelů. Byl považovaný za národního hrdinu, když porazil britská vojska dne 8. ledna 1815 v bitvě u New Orleans. Potom bojoval v bitvách proti indiánským kmenům Kríkům a Seminolům, kteří útočili na Floridu. V roku 1819 se stal jejím vojenským guvernérem poté, co ji dobyl a připojil ke Spojeným státům.

## Politická kariéra
V roce 1821 se stal řádným guvernérem Floridy, roku 1823 senátorem za Tennessee. V prezidentských volbách v roce 1824 soupeřil s Johnem Quincy Adamsem a dalšími třemi kandidáty, ale ani jeden z nich nezískal většinu všech volitelů. Sněmovna reprezentantů nakonec rozhodla pro Adamse, přestože Jackson získal o 45 000 hlasů více než on. Jackson spustil poté obrovskou celonárodní pomlouvačnou kampaň proti Adamsovi. V následujících volbách 1828 po velmi ostré kampani plné osobních útoků byl již zvolen prezidentem (první z jižanských států), roku 1832 byl zvolen znovu.

## Přístup k Indiánům
Byl proslulý svým celoživotním pronásledováním Indiánů. Velký populační růst amerického obyvatelstva a objevení zlata způsobily tlak na území obývané původním indiánským obyvatelstvem. V roce 1830 prošel Kongresem souhlas na vystěhovaní Indiánů, který Jackson podepsal. Právní akt byl úspěšně napaden národem Čerokíů v roce 1832 u Nejvyššího soudu. I přes rozhodnutí soudu Jackson vyžadoval přehodnocení rozsudku a fakticky byl rozhodnutý to nerespektovat.
Jackson nakonec poslal vojsko, aby vyhnalo domorodé obyvatelstvo, což vedlo k nechvalně slavné „Cestě slz“, která zabila při pochodu téměř 4 000 Čerokíů (asi čtvrtinu populace) cestou do Oklahomy.

## Monetární politika
Jako svůj největší úspěch na politickém poli sám Jackson ohodnotil svůj úspěšný boj s The Second Bank of America (ta usilovala o dvacetiletou licenci vlády na vydávání fiat currency, z čehož by inkasovala úrok) a její uzavření tím, že se zásadně zasadil o neprodloužení jejího mandátu v roce 1836 a zabránil jejímu znovuzavedení v roce 1841. Během prezidentské kampaně v roce 1828 Jackson při projevu na adresu skupiny bankéřů řekl: „Jste doupě zmijí. Mám v úmyslu vaše hnízdo vypálit a s pomocí Boží ho vypálím“. Pokračoval a dále řekl: „Kdyby lidé jenom pochopili, do jaké míry je náš peněžní a bankovní systém nespravedlivý, do rána by byla revoluce“. Jackson prohlásil, že kdyby centrální banka měla pokračovat v kontrole „naší měny, v dostávání našich veřejných peněz a v držení tisíců našich občanů v závislosti, bylo by to strašnější a nebezpečnější než námořní a pozemní síla nepřítele...“ Návrh zákona na novou smlouvu prošel Senátem poměrem 28/20 a Dolní komorou poměrem 107/85 a každý věděl, jak se Jackson zachová. President banky Nicholas Biddle (1786–1844) vyhrožoval: „Když ho Jackson bude vetovat, já budu vetovat jeho!“ Jackson smlouvu vetoval a Banku v roce 1832 zrušil. Nařídil sekretáři státní pokladny, aby odstranil všechny vklady vlády z amerických bank a uložil je do státních bank. 8. ledna 1835 Jackson zaplatil poslední splátku amerického národního dluhu – to byl jediný okamžik amerických dějin, kdy národní dluh byl redukován na nulu a Američané byli schopni nahromadit přebytek 35 milionů dolarů, které byly rozděleny jednotlivým státům. Nicholas P. Trist, prezidentův osobní tajemník, řekl: „Toto je koruna slávy Andrew Jacksona a nejdůležitější služba, jakou kdy své vlasti prokázal.“ Boston Post ho přirovnal k Ježíši, který vyhnal penězoměnce z chrámu. Jackson tvrdil: „Pokud má Kongres podle Ústavy právo vydávat papírové peníze, bylo mu toto právo dáno proto, aby ho používal a ne proto, aby ho delegoval na jednotlivce nebo společnosti.“ Jackson řekl, že řízení centrální banky „by bylo prováděno několika jednotlivci nezávisle na vládě, kteří by získali kontrolu nad pracovní silou a příjmy většiny lidí.“
Zástupci Second Bank of America chtěli převzít agendu tisku dolarů a ovládání přísunu peněz do americké ekonomiky, navíc s tím, že každý dolar by byl zatížen úrokem, který by vláda musela bance v budoucnu splatit (tento princip fungoval i v době, kdy byly severoamerické státy britskými koloniemi). Jackson naopak prosadil, že vydávání dolarů bude bezúročné vůči nikomu a výši emisí bude podle potřeb a růstu ekonomiky řídit občany volený Kongres (čímž zůstane neporušena možnost obyčejných občanů řídit nepřímo finanční politiku své země skrze své volené zástupce). Tento princip bylo jedno z hlavních Jacksonových témat při jeho kandidatuře na prezidenta, i předtím na guvernéra.
Na Jacksona byly v době jeho prezidentského období spáchány dva pokusy o atentát. První případ ze 6. května 1833 je prvním zaznamenaným fyzickým útokem na prezidenta Spojených států. Útok spáchal Robert B. Randolph, kterého Jackson nařídil propustit z námořnictva pro defraudaci. Druhý pokus se udál 30. ledna 1835, kdy na něj atentátník Richard Lawrence, nezaměstnaný malíř pokojů z Anglie, vyzbrojený dvěma pistolemi každou v jedné ruce, v nestřežený moment vypálil. První pistole však selhala a nevypálila, použil tedy druhou, ale selhala i ta. Historici se domnívají, že se tak stalo díky vlhkému počasí. Posléze, díky veřejnému podivu nad dvojitým selháním byly obě pistole testovány a znovu testovány. Pokaždé fungovaly bezvadně. Mnozí věří, že Jackson byl chráněn Prozřetelností; událost se stala součástí Jacksonovského mýtu.
Jackson zemřel přirozenou smrtí ve věku 78 let. Na jeho hrobce je vytesáno jeho krédo I killed the bank („Zabil jsem tu banku“). O Jacksonovi se mluví jako o jediném prezidentu, který dokázal zbavit Spojené státy národního dluhu, a též jediném prezidentu, který splnil vše, co slíbil ve své volební kampani.
Ve skutečnosti jeho restriktivní politika vedla k finanční krizi, která proukla krátce po skončení jeho mandátu v roce 1837